# Jean-Paul Wahl
Jean-Paul Wahl (ur. 17 listopada 1955 w Uccle) – belgijski i waloński polityk, prawnik oraz samorządowiec, działacz Ruchu Reformatorskiego (MR), w lipcu 2019 przewodniczący federalnego Senatu.

## Życiorys
Z wykształcenia prawnik, absolwent Université catholique de Louvain. Podjął praktykę w zawodzie adwokata. Działacz francuskojęzycznych liberałów, w tym Ruchu Reformatorskiego. W 1989 po raz pierwszy zasiadł w radzie miejskiej Jodoigne. W latach 1991–1999 wchodził w skład zarządu miasta, następnie do 2018 zajmował stanowisko burmistrza. Od 1995 do 2004 sprawował mandat posła do Parlamentu Walońskiego, zasiadał też w tym czasie w parlamencie wspólnoty francuskiej. Powrócił do tych gremiów w 2006.
W 2014 powołany w skład Senatu. W 2019 i 2024 ponownie wchodził w skład tej izby. W lipcu 2019 objął funkcję przewodniczącego tej izby. Funkcję tę pełnił tymczasowo przez kilkanaście dni, po czym zastąpiła go Sabine Laruelle. W 2024 ponownie wybrany do Parlamentu Walońskiego, od czerwca do lipca tegoż roku był przewodniczącym tej izby.

## Odznaczenia
Odznaczony Orderem Leopolda IV klasy (2014).